# Niesułków-Kolonia
Niesułków-Kolonia [pronunciación en polaco: /ɲeˈsuu̯kuf kɔˈlɔɲa/] es un pueblo ubicado en el distrito administrativo de Gmina Stryków, dentro del Distrito de Zgierz, Voivodato de Łódź, en Polonia central. Se encuentra aproximadamente a 7 kilómetros al sureste de Stryków, a 20 kilómetros al este de Zgierz, y a 19 kilómetros al noreste de la capital regional Łódź.